# Сюсюкова Марія Петрівна
Марія Петрівна Сюсюкова (19 серпня 1930, село Дніпровка, тепер Кам'янсько-Дніпровського району Запорізької області — 24 квітня 2017, село Дніпровка Кам'янсько-Дніпровського району Запорізької області) — українська радянська діячка, новатор сільськогосподарського виробництва, ланкова радгоспу «Дніпровський» Кам'янсько-Дніпровського району Запорізької області. Герой Соціалістичної Праці (30.04.1966). Депутат Верховної Ради УРСР 7—8-го скликань.

## Біографія
Народилася у селянській родині. Батько загинув на фронті Другої світової війни.
З кінця 1940-х років — робітниця, ланкова овочівницької бригади 5-го відділення радгоспу «Дніпровський» села Дніпровки Кам'янсько-Дніпровського району Запорізької області.
Потім — на пенсії у селі Дніпровка Кам'янсько-Дніпровського району Запорізької області

## Нагороди
- Герой Соціалістичної Праці (30.04.1966)
- два ордени Леніна (30.04.1966, 14.02.1975)
- орден Трудового Червоного Прапора (8.04.1971)
- дві медалі «За трудову доблесть» (26.02.1958, 8.12.1973)
- медалі